# Valle del Guamuez
Valle del Guamuez es un municipio colombiano ubicado en el departamento de Putumayo. Su cabecera municipal lleva por nombre: La Hormiga.
Es el cuarto municipio más poblado del departamento según datos demográficos actuales. Está ubicado a 150 km de Mocoa. 

## Toponimia
El municipio lleva este nombre por el río Guamuez, que lo cruza de oeste a este. Su cabecera municipal, La Hormiga, debe su nombre a Emiliano Ospina Rincón, quien llegó de Bogotá en busca de un indio curandero con toda su familia, quienes por la desesperación, se internaron en la selva. Después de caminar mucho, acamparon cerca de un riachuelo, donde sufrieron constantes picaduras de hormigas. Había tantas que como un recuerdo imborrable decidieron llamarle La Hormiga. 

## División político-administrativa
Además de su cabecera municipal, La Hormiga, Valle del Guamuez tiene bajo su jurisdicción los siguientes centros poblados:
- Brisas del Palmar
- El Cairo
- El Placer
- El Tigre
- El Venado
- Jordán de Guisía
- La Concordia
- La Esmeralda
- La Isla
- Loro Uno
- Nueva Palestina
- San Andrés
- San Antonio
- Villa Duarte

Este municipio cuenta con un área aproximada de 841 km², dentro de la cual se cuentan 80 veredas. Del área total, 129 km² pertenecen a los resguardos indígenas de Santa Rosa del Guamuez, Yarinal-San Marcelino-Amarón, Nuevo Horizonte, La Argelia, Santa Rosa de Sucumbíos y Santa Rosa del Guamuez, de las etnias Kofán, Inga, Pastos y Embera Chami, principalmente.

## Geografía
El río Guamuez, que lo cruza de oeste a este, es utilizado por los habitantes de la región como medio de transporte, pesca, y recreación.
Valle del Guamuez pertenece a la zona tres del departamento, denominada como llanura amazónica o Bajo Putumayo, hace parte de la gran reserva forestal de la Amazonía. Además, todo el territorio del municipio se encuentra reservado por el Estado para adelantar actividades de exploración y explotación de hidrocarburos.

### Límites
Valle del Guamuez está limitado con los siguientes municipios, con Nariño al oeste y la república del Ecuador al suroeste.
| Noroeste: Orito (Río Guamuez)                                                   | Norte: Orito (Río Guamuez) | Nordeste: Puerto Asís (Río Guamuez) |
| Oeste: Ipiales ( Nariño)                                                        |                            | Este: Puerto Asís                   |
| Suroeste: Cantón Lago Agrio ( Provincia de Sucumbíos, Ecuador) (Río San Miguel) | Sur: - San Miguel          | Sureste: San Miguel                 |

### Medio ambiente
La explotación del petróleo y los depósitos de crudo en las baterías diseminadas por la zona rural del municipio, la extensión de las zonas ganaderas, la colonización desordenada y el incremento de los cultivos declarados de uso ilícito, como la hoja de coca, han permitido el sacrificio indiscriminado de bosques naturales. Las políticas de fumigación para exterminar los cultivos declarados de uso ilícito también han contribuido con la contaminación ambiental. 
Algunos ríos de la región son utilizados para la explotación minera, dejando graves daños en el ecosistema de la región; los ríos y quebradas que forman parte del municipio también han sido objeto de la explotación desmedida de los bosques, dando origen a que el 60% de áreas protectoras de los mismos estén totalmente deforestadas y el 92.7% hectáreas del territorio requiere para su producción sostenible de la cobertura vegetal arbórea.

## Historia
El municipio del Valle del Guamuez fue creado por medio del decreto 3293 del 12 de noviembre de 1985. Las primeras evidencias escritas que existen sobre este territorio datan del año 1536, cuando el capitán Gonzalo Diaz de Pineda y Francisco de Orellana, ambos conquistadores españoles, partieron en una expedición que salió de Quito Ecuador, hacia la nación cofán o país de la canela. El sitio en el que hoy se encuentra La Hormiga, cabecera municipal, fue habitado por los indígenas cofanes, quienes habían formado un pueblo llamado Santa Cecilia, donde permanecieron hasta que fueron dispersados por una terrible epidemia. Con la muerte de su cacique abandonaron el lugar, obedeciendo a sus ancestros culturales por el sagrado respeto a sus difuntos.
Hacia 1910 y 1940 hizo presencia la casa Arana (compañía explotadora de caucho) en Putumayo, Caquetá y Amazonas. En 1923 un grupo de colonos llegan al Valle del Guamuez en busca del árbol del caucho. Este grupo de personas ingresaron navegando en canoas a punta de fuerza remo, siguiendo el cauce del río Putumayo y río Guamuez, hasta un lugar que después llamaron San Antonio de Guamuez, ganándose la confianza de los indígenas cofanes, fundando así el primer pueblo del Valle del Guamuez.
En el año de 1994, el entonces Corregimiento de San Miguel fue elevado a municipio, separándose del Valle del Guamuez, aunque hasta la fecha sigue dependiendo mucho de este, principalmente en el ámbito comercial. 

## Economía
La economía del Valle del Guamuez ha tenido épocas de bonanzas y crisis. Históricamente, los primeros colonos basaron su sustento a la explotación del caucho. Posteriormente se basó en la explotación petrolera y, casi simultáneamente, la explotación de recursos forestales, especialmente el cedro. Enseguida se suscitó un acelerado crecimiento de la población la cual se dedicaba al comercio, la agricultura y ganadería. Después de 1980 se produjeron diferentes crisis y bonanzas a través del procesamiento de la coca y la crisis de las pirámides en Colombia. 
Hasta el año 2000, un 60% de la población vivía de los cultivos ilícitos, un 20% del comercio, un 10% de los empleos directos, un 5% de los empleos indirectos o subempleos y un 5% de la agricultura, ganadería y piscicultura[cita requerida]. Hoy un 50% vive del comercio, un 20% de la ganadería, agricultura y piscicultura, un 10% de empleos directos y un 20% de subempleo. Valle del Guamuez ha sido presa de las múltiples manifestaciones de violencia y que encajan con el panorama que plantea el Informe de Desarrollo Humano "El conflicto, callejón con salida", cuando expresa: “... el país está dejando de ser viable, en gran medida porque el conflicto se enredó con otros males y exacerbó dolencias viejas hasta enredar la economía, la política y la inserción internacional de Colombia” . Estas dolencias y males generalizados han impactado más sobre las zonas marginales, agravando con mayor intensidad la vida de todos los pobladores, los cuales viven más en la zona rural, el 66.2%, que en la urbana, el 33.8%. Es decir, no es extraño que en este municipio la falta de agua potable, alcantarillado, vivienda, salud, entre otros aspectos generales, agraven los problemas de la vida del campesino.
Valle del Guamuez es uno de los tantos municipios marginales del país en donde la reducción del gasto social genera más impacto negativo entre la población estudiantil, los niños, la madres cabezas de hogar, el empleo, la salud, vivienda, vías, tecnologías de la información y las comunicaciones, etc., que cualquier otra región de la nación. Esta apreciación se respalda en el mismo informe, cuando se sabe que el gasto social colombiano pasó de 16.7% al 10% del PIB entre el 1996 y el 2002.
El municipio tiene un IDH 0,763, bajo comparado con el promedio nacional (0,840) pero casi igual con el promedio del departamento (0,759).

## Movilidad
En los últimos años se desarrolló un proyecto importante en pro de mejorar el acceso vial a este municipio, El Consorcio Vías para la Equidad 070 realiza las obras del proyecto perteneciente al mejoramiento y pavimentación de 24 kilómetros del Corredor del Sur, San Miguel – Santa Ana, generando así la reducción de los tiempos de recorrido para así motivar la explotación petrolera y el desarrollo agrícola y turístico de la región.
La demanda y servicio de transporte en el municipio es considerada buena debido a su ubicación estratégica con respecto a otros municipios. El transporte según su modalidad tiene características propias así:
- Transporte de pasajeros: En la actualidad operan en más de 8 empresas de transporte que cubren diferentes rutas, tienen su oficina de despacho y un parque automotor aceptable, clasificado en las modalidades de taxis, camperos, microbuses o aerovan, buses cerrados y buses tipo escalera, los principales destinos son, Cali, Pasto, Bogotá, Neiva, Mocoa, Puerto Asis, Orito y el Puente Internacional San Miguel a Nueva Loja.

- Transporte urbano: Lo presta con exclusividad la empresa Transguamuez, aunque junto con el servicio de taxis, se ve muy afectado por el mototaxismo, el cual debido a que es menos costoso, y más rápido, maneja la mayor cantidad de pasajeros a nivel urbano.

- Transporte de carga: Valle del Guamuez por ser zona agrícola tiene desarrollado en buena medida el transporte de carga pesada, encargada de sacar la producción principalmente a los departamentos de Nariño, Huila, Caquetá, y Valle del Cauca, igualmente por ser paso obligado al Puente Internacional San Miguel circula por las vías nacionales gran cantidad de este tipo de transporte

## Turismo
El ecoturismo en el municipio, se considera por las instituciones locales y regionales como el rubro más prometedor, porque permite explorar de manera integral todos los sectores potenciales que ofrecen mayor belleza natural, igualmente condicionado al desarrollo de otros aspectos relacionados, como el buen servicio de transporte, hotelería alimentación y comercio en general. El principal lugar de atracción es el río la Hormiga para los bañistas y el sendero ecológico para caminar en familia.

### Restaurantes y hoteles
La Hormiga cuenta con un gran número de medianos y pequeños hoteles (con promedio de 25 habitaciones por hotel). Se distinguen los hoteles construidos durante la bonanza petrolera (hechos rápidamente) y los hoteles hechos para el turismo del municipio. Cabe resaltar que el municipio es el tercero del departamento con mayor oferta hotelera, con un total de 357 camas, lo cual demuestra su importancia en la región como epicentro de desarrollo. Entre los más destacado o conocidos se encuentran el Hotel Monterrey, el Hotel Internacional Plaza Real, el Hotel Aristy entre otros.

### Sitios recreativos
Hay dos parques, el principal que se ubica en el centro de La Hormiga, y el parque de La Alegría, ubicado en el barrio Nueva Esmeralda. Además existen otros escenarios recreativos y deportivos como el patinódromo, el comedor para las personas de la tercera edad, el gimnasio comunitario, el estadio "Efrain León" y la casa de la cultura.

## Fiestas
Se encuentran varios rasgos culturales, como lo son: el encuentro cultural y artesanal Colombo-Ecuatoriano, de carácter bienal, los carnavales y la feria ganadera, que han sido símbolo histórico durante el transcurso de los años. 